# Karoline Eichhorn
Karoline Eichhorn (Stoccarda, 9 novembre 1965) è un'attrice tedesca, nota per il ruolo di Charlotte Doppler nella serie televisiva Dark.

## Filmografia parziale

### Cinema
- Fremde Freundin, regia di Anne Høegh Krohn (1999)
- Nichts als die Wahrheit, regia di Roland Suso Richter (1999)
- Apokalypse 99 - Anatomie eines Amokläufers, regia di Dmitriy Astrakhan (2000)
- Der Felsen, regia di Dominik Graf (2002)
- Ferien, regia di Thomas Arslan (2007)
- Du bist nicht allein, regia di Bernd Böhlich (2007)
- GG 19 - Eine Reise durch Deutschland in 19 Artikeln, regia di Nina Franoszek (2007) - (episodio "Artikel 5")
- Ossi's Eleven, regia di Oliver Mielke (2007)
- Die Eisbombe, regia di Oliver Jahn (2008)
- Summertime Blues, regia di Marie Reich (2009)
- Im Schatten, regia di Thomas Arslan (2010)
- Das letzte Schweigen, regia di Baran bo Odar (2010)
- Die Kirche bleibt im Dorf, regia di Ulrike Grote (2012)
- Berlin -7º, regia di Ramtin Lavafipour (2013)
- Täterätää - Die Kirche bleibt im Dorf 2, regia di Ulrike Grote (2015)
- Il tabaccaio di Vienna (Der Trafikant), regia di Nikolaus Leytner (2018)
- Und der Zukunft zugewandt, regia di Bernd Böhlich (2018)

### Televisione
- Balko - serie TV (1997)
- I misteri di Mondsee (Die Neue - Eine Frau mit Kaliber) - serie TV (1998)
- Rosa Roth - serie TV (2000)
- Der letzte Zeuge - serie TV (2004)
- Bella Block - serie TV (2004, 2013)
- 4 contro Z (4 gegen Z) - serie TV (2006-2007)
- Doppelter Einsatz - serie TV (2007)
- Il commissario Schumann (Der Kriminalist) - serie TV (2008)
- Kommissar Stolberg - serie TV (2009)
- Il triangolo delle Bermuda - Mare del Nord (Bermuda-Dreieck Nordsee) - film TV (2011)
- Stubbe - Von Fall zu Fall - serie TV (2011)
- Squadra Speciale Stoccarda (SOKO Stuttgart) - serie TV (2011)
- Un caso per due (Ein Fall für Zwei) - serie TV (2011)
- Flemming - serie TV (2012)
- Soko 5113 - serie TV (2012)
- Die Kirche bleibt im Dorf - serie TV (2013-2017)
- Dark - serie TV (2017-2020)

### Cortometraggi
- Der unbekannte Deserteur, regia di Thomas Frick (1994)
- Last Summer, regia di Jochen Wermann (1994)
- Drei Wünsche, regia di Rudolph Jula (2000)
- Nona, regia di Steffen Hildebrandt (2016)
- Vergebung - Zehn Jahre ohne Frühling, regia di Philip Brenke (2023)